# Concelho do São Filipe
São Filipe är en kommun i Kap Verde. Den ligger i den södra delen av landet, 100 km väster om huvudstaden Praia. Antalet invånare är 22 227. Arean är 229 kvadratkilometer. São Filipe ligger på ön Fogo Island. São Filipe gränsar till Concelho dos Mosteiros och Concelho de Santa Catarina do Fogo. 
Terrängen i São Filipe är bergig åt nordost, men åt sydväst är den kuperad.
Följande samhällen finns i São Filipe:
- São Filipe